# Pindal
Pindal ist eine Ortschaft und die einzige Parroquia urbana („städtisches Kirchspiel“) im Kanton Pindal der ecuadorianischen Provinz Loja. Pindal ist Sitz der Kantonsverwaltung. Die Parroquia besitzt eine Fläche von 50,2 km² (Stand 2020). Die Einwohnerzahl lag im Jahr 2010 bei 5665. Davon wohnten 1828 Einwohner in der Ortschaft Pindal.

## Lage
Die Parroquia Pindal liegt am Westrand der Anden im Südwesten von Ecuador, etwa 20 km von der peruanischen Grenze entfernt. Der Río Alamor begrenzt das Verwaltungsgebiet im Westen. Die 770 m hoch gelegene Ortschaft Pindal befindet sich 100 km westlich der Provinzhauptstadt Loja. Die Fernstraße E25 (Zapotillo–Arenillas) führt an Pindal vorbei.
Die Parroquia Pindal grenzt im Norden an die Parroquia 12 de Diciembre, im Osten an die Parroquia Pózul (Kanton Celica), im Süden an die Parroquia Sabanilla (Kanton Celica) sowie im Westen an die Parroquia Milagros.

## Geschichte
Die Parroquia Pindal wurde im Jahr 1936 im Kanton Celica gegründet. Am 15. August 1989 wurde der Kanton Pindal geschaffen und Pindal als Parroquia urbana Sitz dessen Kantonsverwaltung. Am 25. August 2011 wurde das Gebiet westlich des Río Alamor als neu geschaffene Parroquia rural Milagros ausgegliedert.